# متحكم صغري
اَلْمُتَحَكِّمُ اَلْصِغْرِيُّ أو اَلْمُتَحَكِّمُ اَلْمُصَغَّرُ أو اَلْمُتَحَكِّمُ اَلْدَقِيقُ (بالإنجليزية: Microcontroller) هو حاسوب مصغر على الدوائر المتكاملة لموسفت. ويسمى حديثًا منظومة على رقاقة، ويحتوي على نواة معالج وذاكرة ووحدات الإدخال والإخراج قابلة للبرمجة.
تستخدم المتحكمات الدقيقة للتطبيقات المدمجة على العكس من المعالجات المصغرة المستخدمة في الحاسوب الشخصي أو التطبيقات العامة الأخرى المؤلفة من عدة شرائح منفصلة. من استخداماته التحكم في عمليات صناعية أو متغير.
يستخدم في العادة للقيام بمهمة محددة مثل التحكم في إشارة ضوئية وغيرها، عكس المعالج الدقيق الذي يتميز بقدرته على القيام بمهام متعددة. تعمل المتحكمات الدقيقة في الغالب وفق معمارية هارفرد. فيما يلي أبرز مكونات المتحكم الدقيق:
- وحدة معالجة مركزية وتتراوح ما بين 8 إلى 32 وحتى إلى 64 بت
- وحدات الإدخال والإخراج
- الملحقات كالمؤقتات/العدادات، الراصد (watchdog)
- ذواكر الوصول العشوائي لتخزين البيانات
- ذواكر للقراءة فقط، ذاكرة للقراءة فقط قابلة للمحو والبرمجة كهربائيا، ذاكرة وميضية
- مولد نبضات

يمكن رؤية المتحكمات الدقيقة في كثير من الأجهزة الإلكترونية بدءًا من الألعاب الصغيرة وحتى المصانع المؤتمتة، فهي تسيطر على معظم سوق تطبيقات المعالجات. أكثر من 50% من المتحكمات الدقيقة من النوع «البسيط» وحوالي 20% منها عبارة عن معالجات إشارات رقمية عالية التعقيد
(DSPs). بعض السيارات تحتوي على ما يزيد عن 50 وحدة من هذه المتحكمات. يحتوي المتحكم الدقيق على معالج دقيق والعديد من الإضافات الأخرى التي تؤدي وظائف خاصة، فإذا كنت تود بناء نظام إلكتروني بسيط يمكن باستخدام أكثر من وحدة من المتحكمات الدقيقة الاستغناء عن الكثير من العتاد.

## التصميم المضمن
يمكن اعتبار المتحكم الدقيق نظامًا قائمًا بذاته مع معالج وذاكرة وملحقات ويمكن استخدامه كنظام مضمن.
معظم المتحكمات الدقيقة الآن مضمنة داخل أجهزة أخرى غير الحاسوب مثل: السيارات والجوالات والطرفيات وغيرهم.
في حين أن بعض الأنظمة المضمنة معقدة للغاية إلا أن العديد منها يتطلب الحد الأدنى من متطلبات الذاكرة وطول البرنامج، مع عدم وجود نظام تشغيل، وسهولة البرامج. بشكل طبيعي الأنظمة المضمنة تحتوي على مفاتيح غلق وفتح، مرحلات، شاشات كريستال صغيرة، ملفات، أجهزة تردد الراديو ومجسات للبيانات مثل: مجسات الحرارة، الرطوبة ومستوى الضوء وغيرهم. عادة الأنظمة المضمنة لا تحتوي على لوحة مفاتيح، شاشة عرض، طابعات أو أي أجهزة إدخال وإخراج يمكن التعرف عليها بالحاسوب الشخصي وقد تفتقر إلى أي أجهزة من أي نوع لتفاعل الإنسان معها غير أنها تشترك في وجود المتحكم الدقيق في دوائرها.

## بيئة البرمجة
كانت المتحكمات الدقيقة في الأساس تبرمج فقط باللغة التجميعية، ولكن لغات البرمجة ذات المستوى العالي مثل سي وبايثون وجافا سكريبت، تستخدم الآن بشكل شائع في برمجة المتحكمات الدقيقة والأنظمة المضمنة
عادةً ما يكون (للمحولات البرمجية) للغة معينة بعض القيود بالإضافة إلى تحسنات لتدعم بعض الخصائص المميزة في المتحكم الدقيق. تحتوي بعض وحدات التحكم الدقيقة على بيئات للمساعدة في تطوير أنواع معينة من التطبيقات. غالبًا ما يقوم موردو المتحكمات الدقيقة بتوفير الأدوات مجانًا لتسهيل استخدام أجهزتهم.

## أشهر الأنواع
- متحكّمة آردوينو
- 68HC11
- 8051
- بنية إيه آر إم (من العديد من البائعين) باستخدام نوى ARM7 أو Cortex-M3 والتي تعتبر متحكم دقيق
- STM8S (8-بت)، و STM32 (32-بت)
- Atmel AVR (8-بت)، AVR32 (32-بت)، و AT91SAM
- ColdFire (بت) و Freescale S08 (8-بت)
- Hitachi H8, Hitachi SuperH
- معمارية ميبس (32-بت بك32)
- V850|NEC V850
- بك (8-بت بك16، بك18، 16-بت dsPIC33/بك24)
- باور بي سي ISE
- PSoC (منظومة على رقاقة قابلة للبرمجة)
- Rabbit 2000
- Texas Instruments TI MSP430|MSP430 (16-بت)، C2000 (32-بت)، و Stellaris (32-بت)
- Toshiba TLCS|Toshiba TLCS-870
- Zilog Z8|Zilog eZ8, eZ80

## اقرأ أيضا
- مقاومة متغيرة رقمية
- قائمة مشاريع عتاد مفتوح المصدر
- روبوتات دقيقة
- جهاز تحكم منطقي قابل للبرمجة